# Synoum glandulosum
Synoum es un género monotípico de plantas fanerógamas perteneciente a la familia (Meliaceae). Su única especie: Synoum glandulosum, es originaria de Australia.

## Taxonomía
Synoum glandulosum fue descrita por (Sm.) A.Juss. y publicado en Mémoires du Muséum d'Histoire Naturelle 19: 227. 1832.
Sinonimia
- Trichilia glandulosa Sm.